# Concept (progettazione)

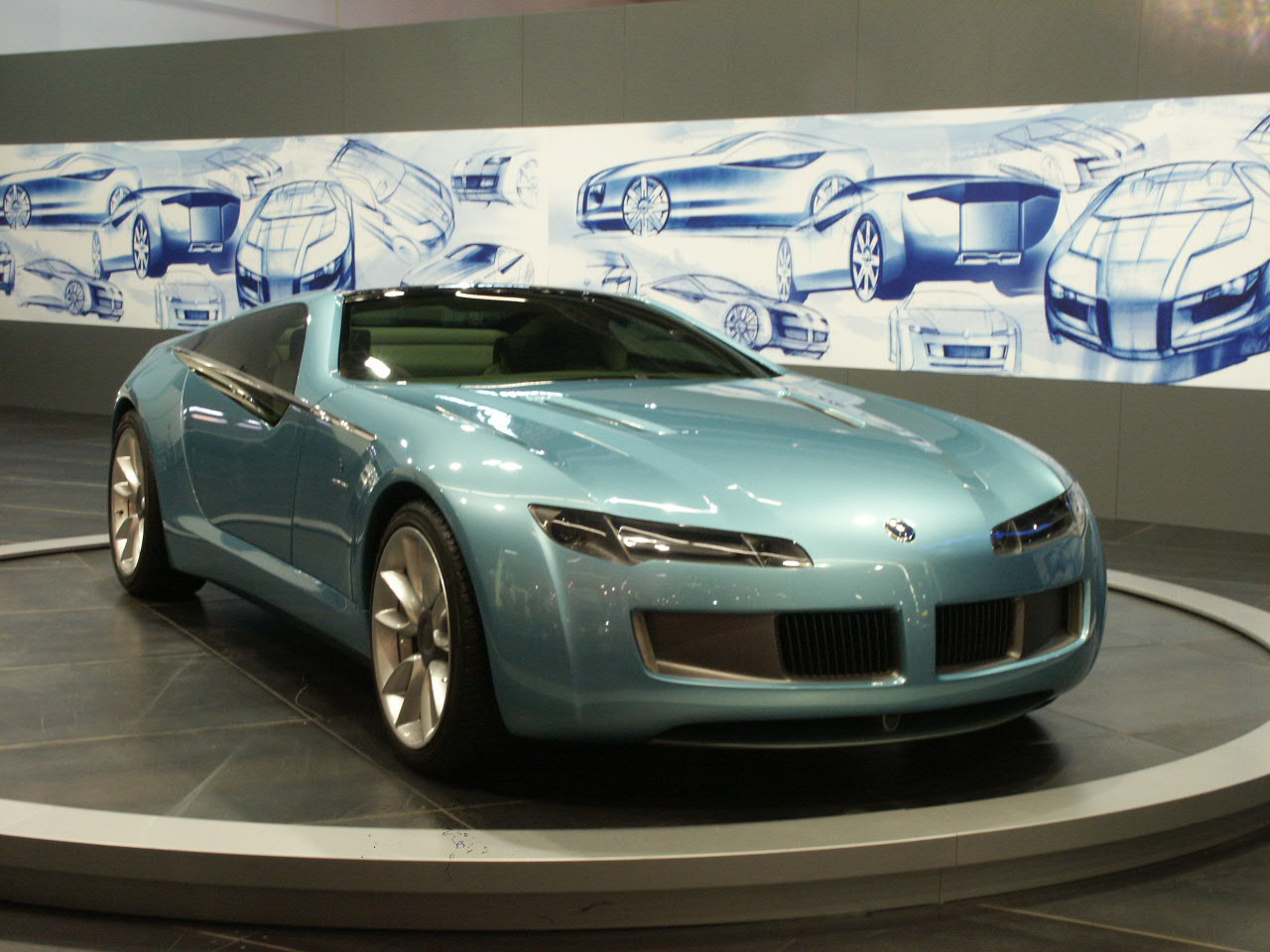
La concept car Birusa di Bertone del 2003 e, dietro di essa, una raccolta delle varie proposte elaborate per definirne la linea e lo stile.

Nella progettazione e nel disegno industriale il concept o concetto di prodotto è un termine molto ampio che indica sia la fase dedicata alla definizione degli elementi fondamentali di un progetto, sia l'elaborato grafico contenente gli stessi. Lo scopo principale è di fornire soluzioni innovative, e rappresenta l'elaborato finale di un metaprogetto.

## Descrizione
Durante lo sviluppo del concept il progettista può approcciare il progetto con maggiore libertà, concentrandosi principalmente su aspetti quali, per esempio, l'innovazione, nuove tecnologie, materiali alternativi e sostenibilità per proporre soluzioni progettuali alternative. All'interno di un concept il progettista espone le linee guida che accompagneranno la fase esecutiva; tali linee sono di massima e a seconda della qualità del concept stesso a fini progettuali, il prodotto finale può più o meno discostarsi dalla prima proposta concettuale. All'interno di un percorso progettuale possono esserci più proposte concettuali (concept) che nel succedersi testimoniano i punti che il progettista ha seguito per arrivare alla fine del suo elaborato; si può quindi dire che un percorso progettuale è prevalentemente formato da una successione di concetti progettuali.
Nel caso della produzione di un'automobile, per esempio, una volta che tutti i concetti sono stati definiti (abitabilità, comfort, sportività, ecologia, resistenza, target, contesto) si passa ad altri concetti più dettagliati (ricerca ergonomica, ricerche stilistiche ed esercizi di stile, scelta dei materiali, soluzioni proposte, ricerche di mercato). Questi concetti spesso vengono racchiusi in una concept car, la quale viene esposta (nel caso di modelli importanti) in eventi internazionali come i saloni dell'automobile. La fase concettuale si sviluppa fino ad arrivare sempre più vicina alla fattibilità del progetto e alla messa in produzione del modello definitivo che sarà preceduto da uno o più prototipi sui quali poter agire direttamente al fine di perfezionale il progetto rendendolo idoneo ai vincoli progettuali e legislativi imposti.
Esistono dei concetti artistici e progettuali che non sono pensati per una futura produzione industriale, e quindi non sempre idonei alla fase esecutiva; questi elaborati, che spesso rimangono a livello "virtuale" o "ideologico" ma che possono anche nel tempo essere ripresi per una futura produzione industriale, sono il frutto di un concept artist.